# Път към слава
Път към слава (на испански: Casi divas) е мексикански комедийно-музикален филм от 2008 г., режисиран от Иса Лопес и продуциран от Кълъмбия Пикчърс Продуксионес Мексико. Във филма участват Хулио Брачо Кастийо, Патрисия Яка, Мая Сапата, Ана Лайевска, Даниела Шмит, Диана Гарсия, Моника Уарте, Янис Гереро, Густаво Санчес Пара и Кейко Дуран.

## Сюжет
Четири жени от различни региони на Мексико участват в публични кастинги, за да получат главната роля в новия филм на Алехандро Матеос – най-известния кинопродуцент в страната. Историята преплита социални, етнически и полови конфликти, които оживяват на екрана.

## Актьорски състав
- Хулио Брачо Кастийо – Алехандро Матеос
- Патрисия Яка – Ева Гаярдо
- Мая Сапата – Франсиска Хорхе
- Ана Лайевска – Химена Лисарага
- Даниела Шмит – Йесения / Карлос
- Диана Гарсия – Каталина
- Моника Уерта – Карен Триго
- Даниел Фигероа – Джонатан Армандо
- Янис Гереро – Осирис
- Тенох Уерта – Доминго
- Ерендира Ибара – Сандра
- Юририя дел Вайе – Лулу
- Марко Антонио Агире – Уискас
- Адриан Алонсо – Патрикс
- Уриел дел Торо – Водещ

## Музика
Създаването на саундтрака отнема повече от месец.

## В България
Филмът е издаден в България на 22 юни 2009 г. на DVD, със субтитри на български език, от „Прооптики“.